# Albanska revolten 1910

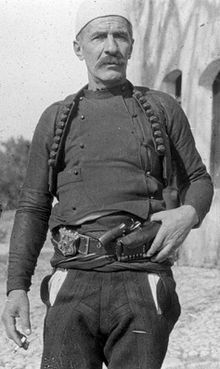
Isa Boletini en av ledarna i revolten

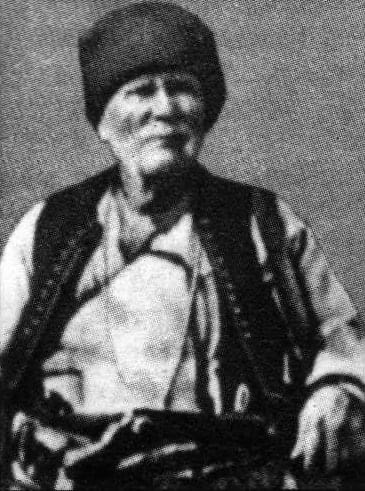
Idriz Seferi

Den albanska revolten 1910 var den första av flera stora albanska uppror mot Osmanska riket. Nya skatter under de första månaderna detta år ledde till att Isa Boletini kunde övertyga de albanska ledarna, som redan hade varit med om ett annat uppror 1909, att göra ytterligare en revolt mot Osmanska riket. De albanska attackerna mot osmanerna i Pristina, Ferizaj och Peja ledde till att osmanska regeringen införde krigslagar i området.
Efter två veckor av hårda strider drog sig albanerna tillbaka från Drenica-regionen, medan den osmanska armén intog städerna Prizren och Gjakova. Osmanerna återtog Peja den 1 juni 1910 och två månader senare även Shkodra. 
Flera albaner avrättades och byar brändes.

## Händelser
Under de första månaderna år 1910 försökte Isa Boletini samordna albanerna för ett nytt uppror genom att besöka de albanska klaner, som hade tagit sin tillflykt till Montenegro sedan de misslyckats med ett tidigare uppror 1909. Under tiden införde den nya guvernören Masar Bey en ny skatt på råvaror vilket inte var populärt. De albanska ledarna höll två möten där de svor  en ed, "besa", att förenas mot den nya osmanska regeringens politik för centralisering. Isa Boletinis styrkor anföll de osmanska styrkorna i Pristina och Ferizaj, medan befälhavaren för de osmanska styrkorna i Peja dödades av lokalbefolkningen. Den osmanska regeringen förklarade krig och skickade en militär styrka på 16 000 man som leddes av Sevket Turgut Pasha.
Samtidigt, under ledning av Idriz Seferi, blockerade hans 3 000 män järnvägen till Skopje i Kacanikpasset. De erövrade ett tåg med militära förnödenheter som skulle till den osmanska garnisonen i Pristina. De osmanska styrkorna anföll albanerna men motståndet var för starkt. De utökade då sin styrka till 40 000 man. Efter två veckor av hårda strider intog de osmanska styrkorna Kacanik och anföll de albanska styrkorna ledda av Isa Boletini och Hasan Budakova, som under tiden hade blockerat vägen från Ferizaj-Prizren vägen till Carravela.